# Bewdley
Bewdley è un paese di 10 689 abitanti della contea del Worcestershire, in Inghilterra.

## Amministrazione

### Gemellaggi
- Fort-Mahon-Plage, Francia
- Vellmar, Germania
- Clarksville, Stati Uniti